# Прутський похід
Пру́тський похі́д 1711 року — військовий похід московського війська на чолі з Петром І на Південь України та у Молдову під час Московсько-турецької війни 1710—1713 (продовження Північної війни в Україні).
Похід завершився невдачею для московського війська, у наслідку чого Московське царство підписало невигідний для себе Прутський мирний договір.

## Передумови
Карл XII навіть після поразки під Полтавою у 1709 році не мав наміру залишати боротьбу у Східній Європі. Османська влада, зі свого боку, була дуже стурбована посиленням Московського царства та його наближенням до своїх кордонів. Наслідком цієї стурбованості стало проголошення війни Османською імперією Московському царству, що відбулося 8 листопада 1710 року.
Однією з погоджених між союзниками дій став похід Пилипа Орлика на Правобережну Україну за підтримки кримських татар, що стався в січні-березні 1711 р. та завершився невдачею.
Османське військо на чолі з великим візиром Нуман-пашою просувалося дуже повільно і дісталося Дунаю лише в червні 1711-го.
Московське царство, зі свого боку, у квітні 1711-го уклало в Луцьку таємну союзну угоду з молдовським господарем Д. Кантемиром та розраховувало на підтримку господаря Волощини Костянтина Бринковяну. Московський цар мав план швидкого підпорядкування собі земель аж до Дунаю, тому вирішив особисто взяти участь у цьому військовому поході.
На першому етапі 15-тисячний передовий загін армії, якою командував генерал-фельдмаршал Борис Шереметєв, повинен був досягти Дунаю і перешкодити проходу османських військ через річку. На другому етапі, після приєднання армії Волощини, наступ слід було продовжувати через Дунай і Добруджу до Стамбула.

## Хід кампанії

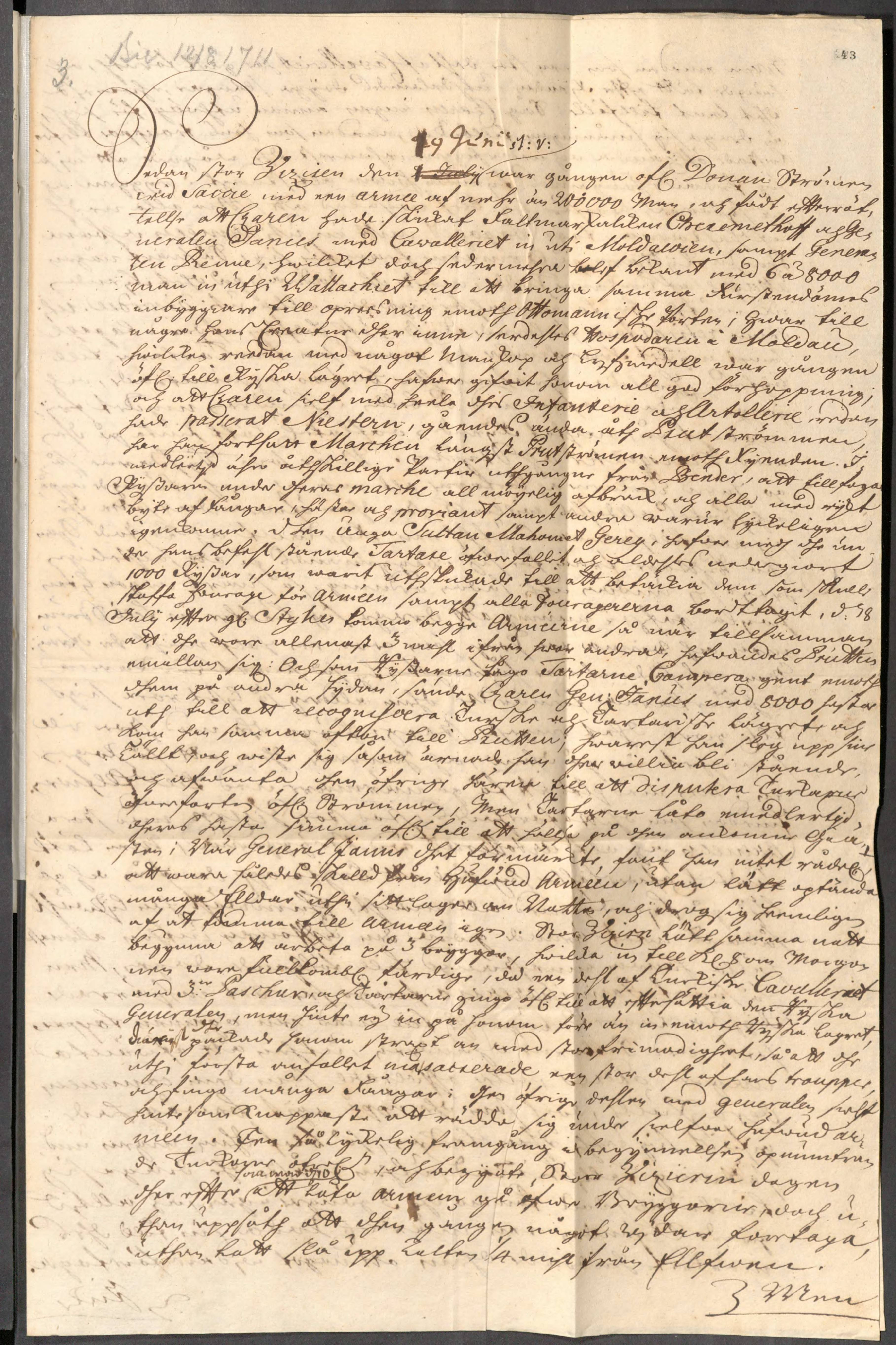
Перша сторінка звіту Томаса Функа про справжній перебіг битви біля річки Прут

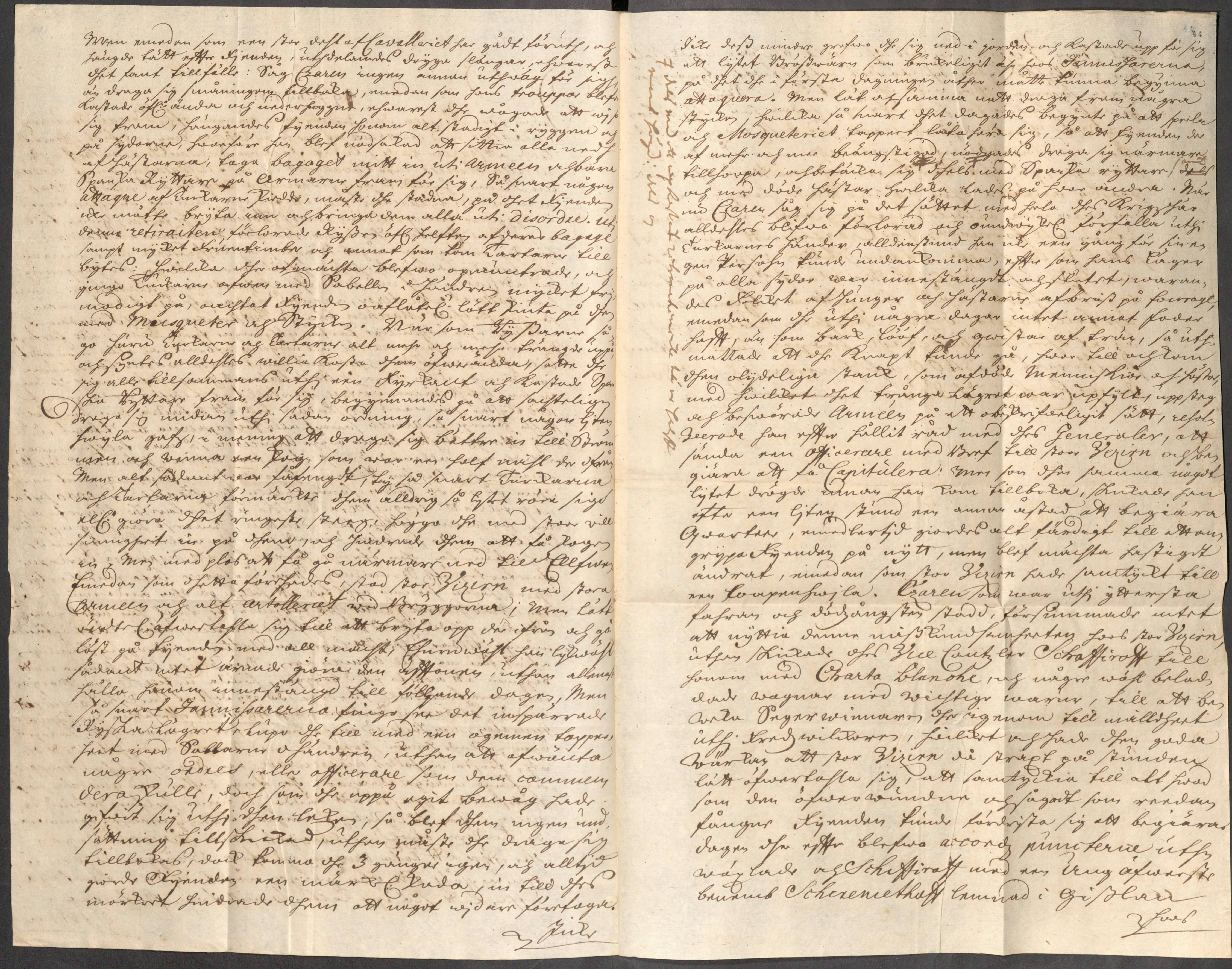
2-3 сторінки звіту Томаса Функа про справжній перебіг битви біля річки Прут

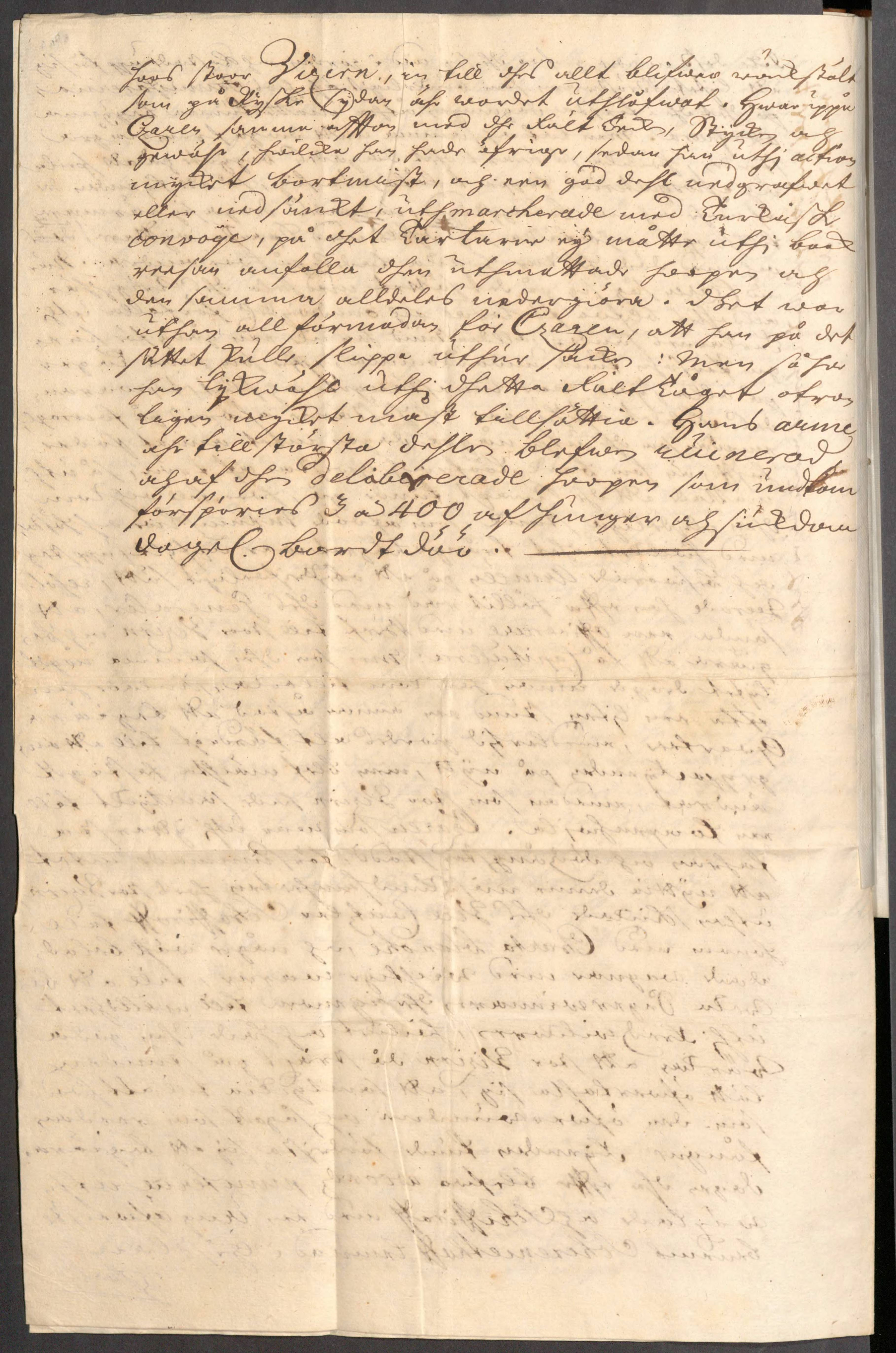
Четверта сторінка звіту Томаса Функа про справжній перебіг битви біля річки Прут

"З того моменту, як Великий візир 19 червня перетнув ріку Дунай біля Сави і армією, яка налічувала більше ніж 200 000 осіб, і отримав новини про те, що цар надіслав фельдмаршала Шереметьєва і генерала Януша з кавалерією до Молдавії, а також генерала Ремі, який, як потім з'ясувалося, зустрів від 6 000 до 8 000 осіб у Валахії для того, щоб підняти місцеве населення на повстання проти Високої порти.
Де кілька його креатур у країні, особливо Господар Молдавії, який з певною кількістю людей і провіанту вже перейшов до російського табору, надав йому значну підтримку; і що цар сам з усією своєю інфантерією і артилерією вже перетнув Дністер і просувається далі до річки Прут, він [візир] продовжив марш вздовж річки Прут на зустріч ворогу.
У той самий час певні частини армії вийшли з Бендер, щоб нанести усі можливі втрати росіянам під час маршу. Багато військових успішно повернулися з великою кількістю полонених, коней, провіанту та інших речей
Молодий султан Мехмет Ґерай з татарами, які служили йому, напав і знищив 1 000 росіян, яких відправили для того, щоб знайти корм для армії, і забрав у них корм; 8 липня за старим стилем обидві армії підійшли так близько одна до одної з протилежних берегів Пруту, що відстань між ними була 3 милі.
І коли цар побачив татарський табір навпроти себе, на іншому березі ріки, він відправив генерала Януша з 8 000 коней для розвідки у турецькому і татарському таборі і прибув сам після обіду до Пруту; де він встановив свої намети; і планував залишатися там, щоб дочекатися решту армії для зіткнення з турками і переходу через річку, але татари у цей час дозволили своїм коням переплисти річку, щоб привітатися з прибувшим гостем;
Коли генерал Януш це помітив [...] він не побачив сенсу в тому, щоб перебувати на відстані від головної армії, тому наказав запалити вогні у своєму таборі, а сам таємно повернувся до армії. Великий візир наказав тієї ж ночі почати будувати три мости, які до 8 години ранку були повністю готові.
Через те, що частина турецької кавалерії разом з трьома пашами і татарами перейшли, щоб переслідувати російського генерала, на якого вони сміливо напали прямо перед російським табором, таким чином, вони вже під час першого нападу зарубали велику частину його армії і захопили багато полонених.
Решта разом з самим генералом ледве встигла врятуватися поруч з основною армією. Такий успіх ще на початку бойових дій справді надихнув турків; і Візир почав надавати накази армії на 10 день [10 липня] перейти річку через мости, на цей раз без планів нападу. Тільки для того, щоб встановити намети в ¼ милі від річки.
Але через те, що велика кількість кавалерії пішла раніше і була недалеко від ворога, тяжко видихаючи, якщо була можливість: цар не бачив для себе іншого виходу, ніж поступово повернутися назад, тому що його військо постійно відкидали назад або знищували кожного разу, коли армія робила спроби показатися, так, що його вороги були постійно за його спиною і по обидві сторони.
Він був змушений наказати всім спішитись, взяти багаж, перенести його до середини армії і понести рогатки [загородження] на руках перед собою. Кожного разу, коли починалася атака турків, вони вставали на захист так, щоб ворог не міг їх розбити або внести безлад. Під час цього відступу росіяни втратили приблизно половину свого багажу і багато жінок та інших людей, яких татари взяли у полон. Їм дозволили залишити їх собі.
Турки теж дуже хоробро нападали і билися з шаблями, окрім того, що стріляли з мушкетів і артилерійського знаряддя. Коли росіяни побачили, як турки і татари все більше і більше просувалися вперед і було видно, що вони були готові перекинути їх, росіяни сіли у чотирикутник і кинули рогатки перед собою і почали при кожній найменшій можливості пересуватися ближче до річки і до лісу, який знаходився на відстані півмилі звідти.
Але це було марно. Тому що турки і татари не давали їм можливості пересуватися навіть на кілька кроків і дико атакували їх, і не дозволили їм просунутися у напрямку лісу. Їх швидко змусили просуватися ближче до річки. У той час, коли Великий візир стояв з усією армією і артилерією біля мостів; Його зрештою вмовили почати рухатися звідти і усіма силами напасти на ворога.
Але він не планував зробити це після обіду, лише планував утримати ворога оточеним до наступного дня. Проте щойно яничари помітили, що російський табір в оточенні, вони хоробро напали з шаблями, не чекаючи на наказ або офіцерів, які мали б керувати ними. Вони вступили у цю гру за власним бажанням і ніхто не надіслав їм підтримку, тому вони були змушені відступити. Але спробували атакувати ще 3 рази. І щоразу наносили втрати ворогу до темряви, яка заважала їм воювати.
До того ж, вони окопувалися і кидали перед собою невеликий щит, як це водиться серед яничар, у тих місцях, де вони планували атакувати знову. Але тієї ночі кілька з них виступили і було чутно, як лунали відважні постріли мушкетерів, і ворог почав щильніше гуртуватися і прикриватися.
Коли цар побачив, що вся його армія повністю розгромлена і неминуче опиниться в руках турків і що навіть себе він не зможе врятувати, тому що його табір з усіх сторін був оточений, а люди і коні помирали від голоду, тому що їм протягом останніх днів не було чого їсти крім кори, листя і гілок, вони були такі стомлені, що ледь могли пересуватися, до того ж стояв страшенний сморід від мертвих людей і коней, які переповняли оточений з усіх сторін табір, а армія була так страшенно засмучена і стурбована, що неможливо описати, він вирішив, після того, як порадився з генералами, надіслати офіцера з листом до Великого візира і просити його про капітуляцію.
Але через те, що перший офіцер затримався, цар надіслав ще одного з проханнями надати їм квартири, в той самий час коли все готувалося для того, щоб знову напасти на ворога, але було швидко змінено, в той час як Великий візир погодився на перемир'я. Цар, який знаходився у найбільшій небезпеці і був сповнений жаху смерті не прогавив можливості скористатися незнанням Великого візира і надіслав віцеканцлера Шафірова до нього з карт бланшем, а також кілька возів нагружених важливими речами, щоб задобрити Переможця і вмовити його узгодити умови миру. Це позитивним чином вплинуло на візира.
Через якийсь час він дозволив переконати себе погодитися на те, про що просив програвший і практично захоплений у полон ворог, який наважився наступного дня обмінятися пунктами договору. Шафірова разом з молодим офіцером Шереметьєвим залишилися у заручниках у Великого візира, до того, як виконають те, що було описано на слова зі сторони росіян.
Після цього цар опівдні того ж дня разом зі знаменами і звичайно зброєю, яка у нього залишилася, тому що він пропустив велику частину бою, і великою кількістю того, що закопали або подарували, помаршував з турецьким конвоєм, для того, щоб татари не напали під час подорожі на цих втомлених і повністю переможених людей.
Це було безумовно зроблено для царя, щоб він таким чином не втратив вдачу: але він під час цього походу неймовірно багато втратив і мав потім відновити. Найбільша частина його армії була повністю знищена і з тієї невеликої групи людей, які врятувалися 300 або 400 померли від голоду або хвороб" (Переклад українською Марини Траттнер).
Навесні 1711 московська армія вирушила через українські землі на Молдову. Вступивши на територію Правобережної України, царські підрозділи, за наказом Петра І, нищили українські міста і села, катували місцеве населення, десятками тисяч переганяючи його у Лівобережну Україну.
27—30 травня 1711 р. Б. П. Шереметьєв переправив свою кінноту через Дністер на територію Молдови і рушив на Ісакчу для захоплення переправ через Дунай, але, отримавши відомості про підхід до Дунаю великих османських сил, повернув на місто Яси. 25 червня 1711 основні сили московського війська (46 тис.чол., 120 гармат) під командуванням Петра І та загони його союзника Д. Кантеміра (5 тис. чол.) правим берегом р. Прут підступили до міста. На поч. липня 1711 у район Фальчі підійшла османська армія (бл. 120 тис. чол., 440 гармат), 70-тисячна кіннота кримського хана Девлет-Герая, війська Карла ХІІ та Пилипа Орлика.
Османська армія великого візира Балтаджі Мехмеда-паші (близько 120 тис. чол., понад 440 гармат) 18 червня переправилася через Дунай у Ісакчи і з'єдналася на лівому березі Прута з 70-тисячною кіннотою кримського хана Девлет-Гирея. Петро I, направивши 7-тисячний кінний загін генерала К. Е. Ренне на Браїлов, 30 червня з головними силами (38 тис. московитів, 5 тис. молдовських румунів, 114 гармат) рушив правим берегом Прута і 7 липня досяг Стенілешти.

### Вирішальна битва
8—9 липня біля села Стенілешть відбулась вирішальна битва, внаслідок якої московська армія була повністю оточена в урочищі Нові Станілешти. Османи переправилися через Прут біля Фальчи і 8 липня атакували московські війська південніше Станілешт, але були відбиті. Московські війська відійшли в укріплений табір біля Нової Станілешти, який 9 липня був оточений супротивником. Становище оточених московських військ було критичним і їх капітуляція стала неминучою, особливо після останньої атаки на московський табір. Турецькі війська припинили штурм лише за величезний хабар, який російський парламентер Шафіров вручив турецькому головнокомандувачу. На підкуп візира було виділено з казни 150 тисяч рублів, менші суми призначалися іншим турецьким воєначальникам і навіть секретарям. Почалися переговори, які завершилися укладенням Прутського миру.

Яничари (Османська імперія)
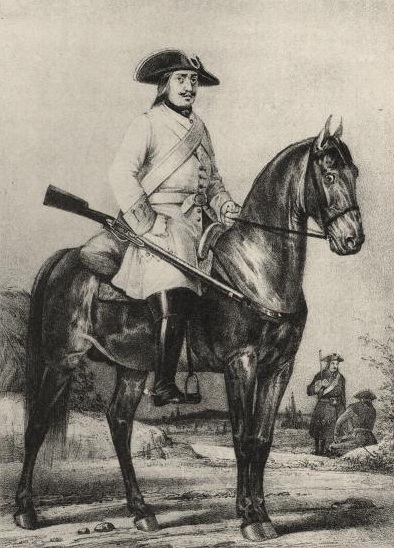
Рядовий драгун 1700—20 рр. (Московське царство)
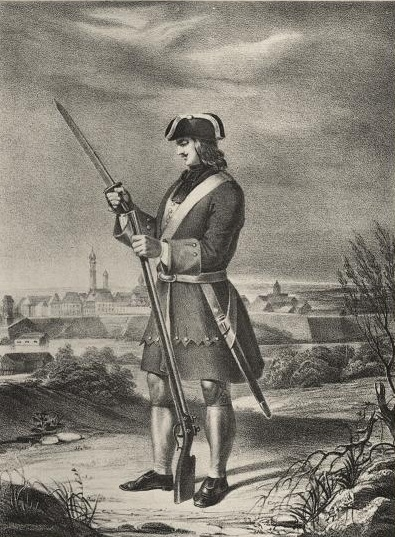
Солдат-преображенець 1700—20 рр. (Московське царство)
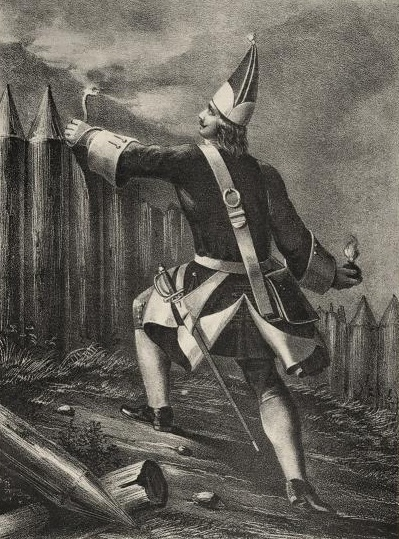
Гренадер піхотного полку 1700—32 рр. (Московське царство)

## Наслідки

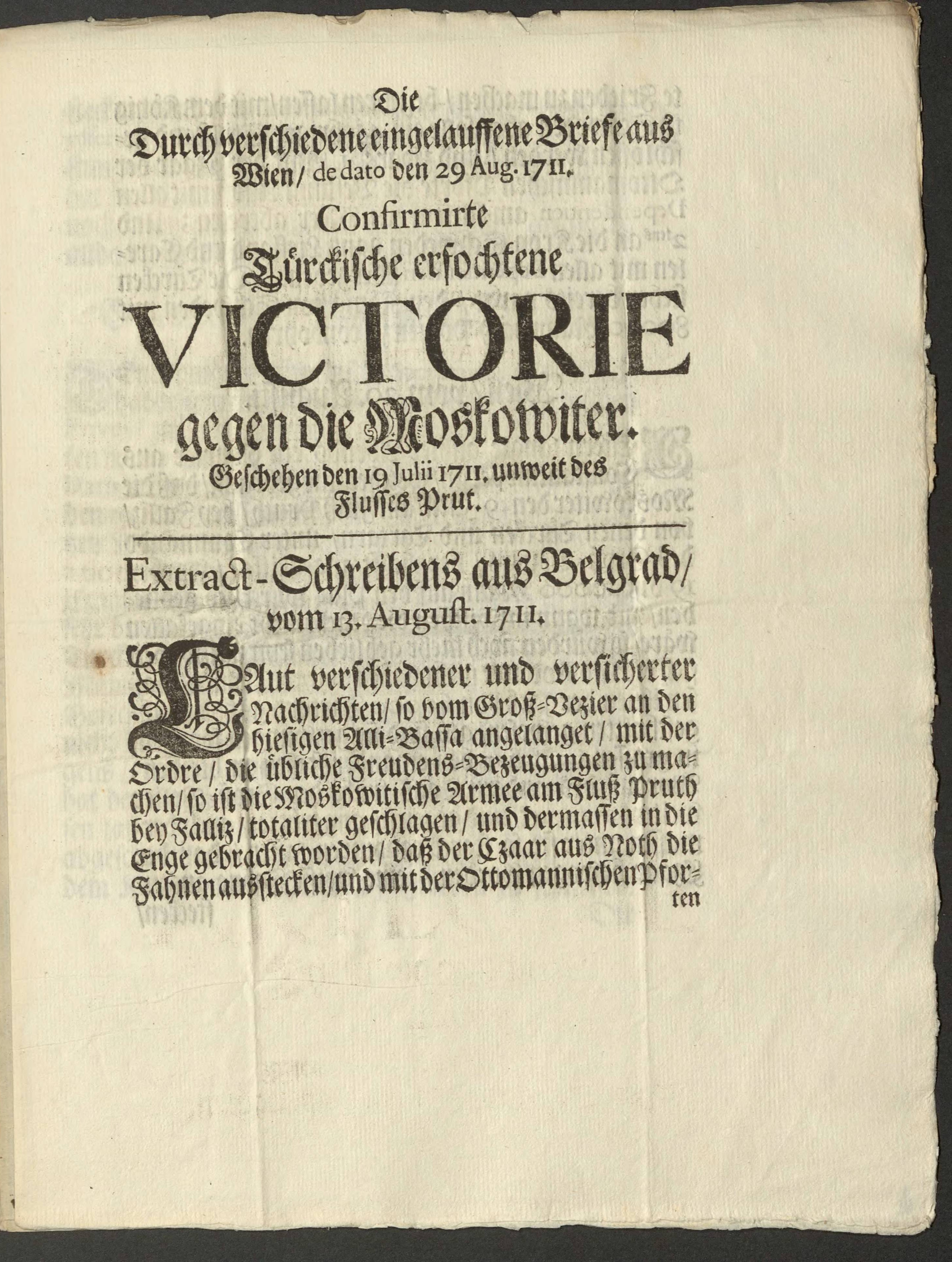
Перша сторінка новин віденського уряду про капітуляцію царя

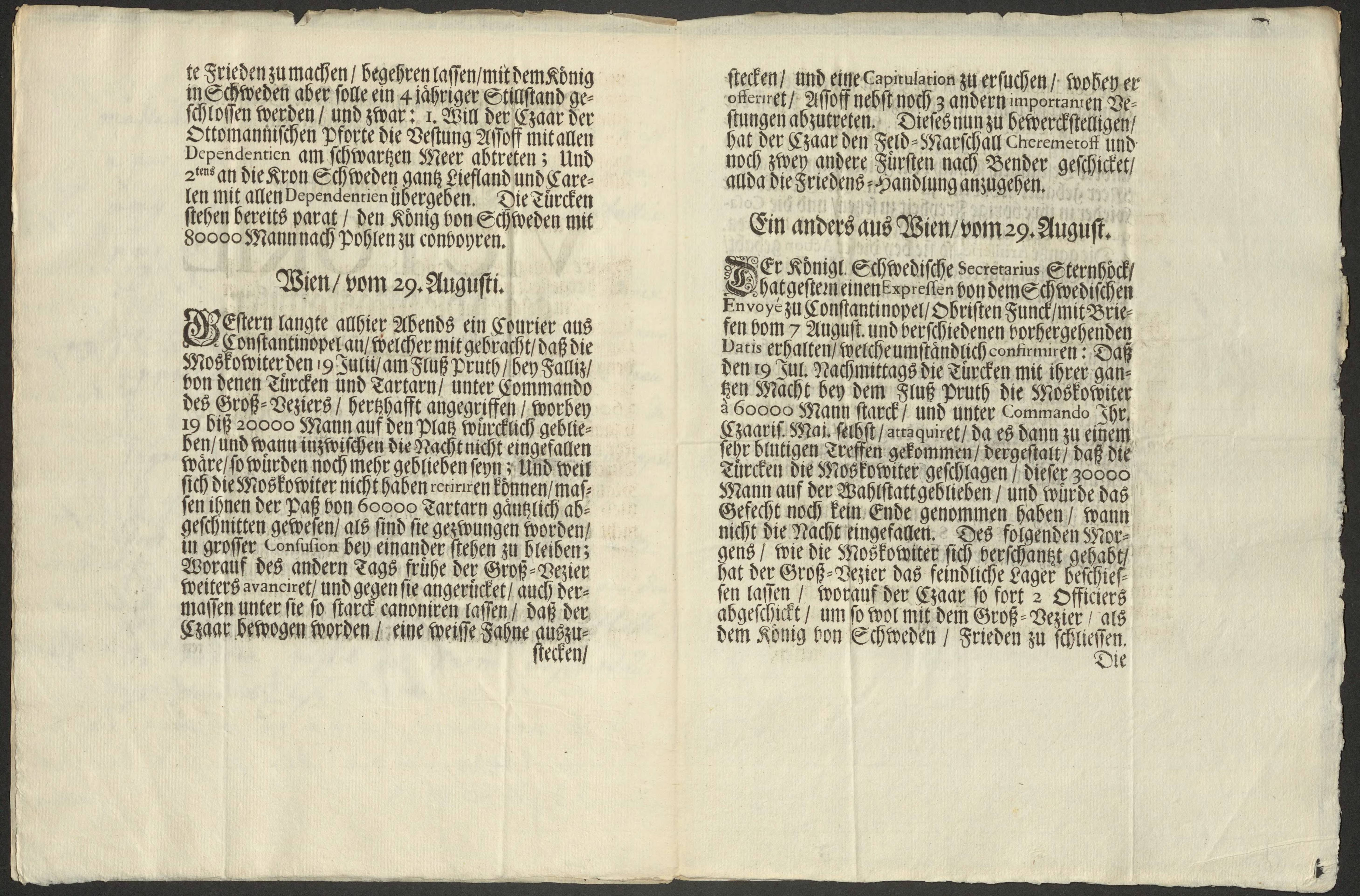
Друга і третя сторінки новин віденського уряду про капітуляцію царя

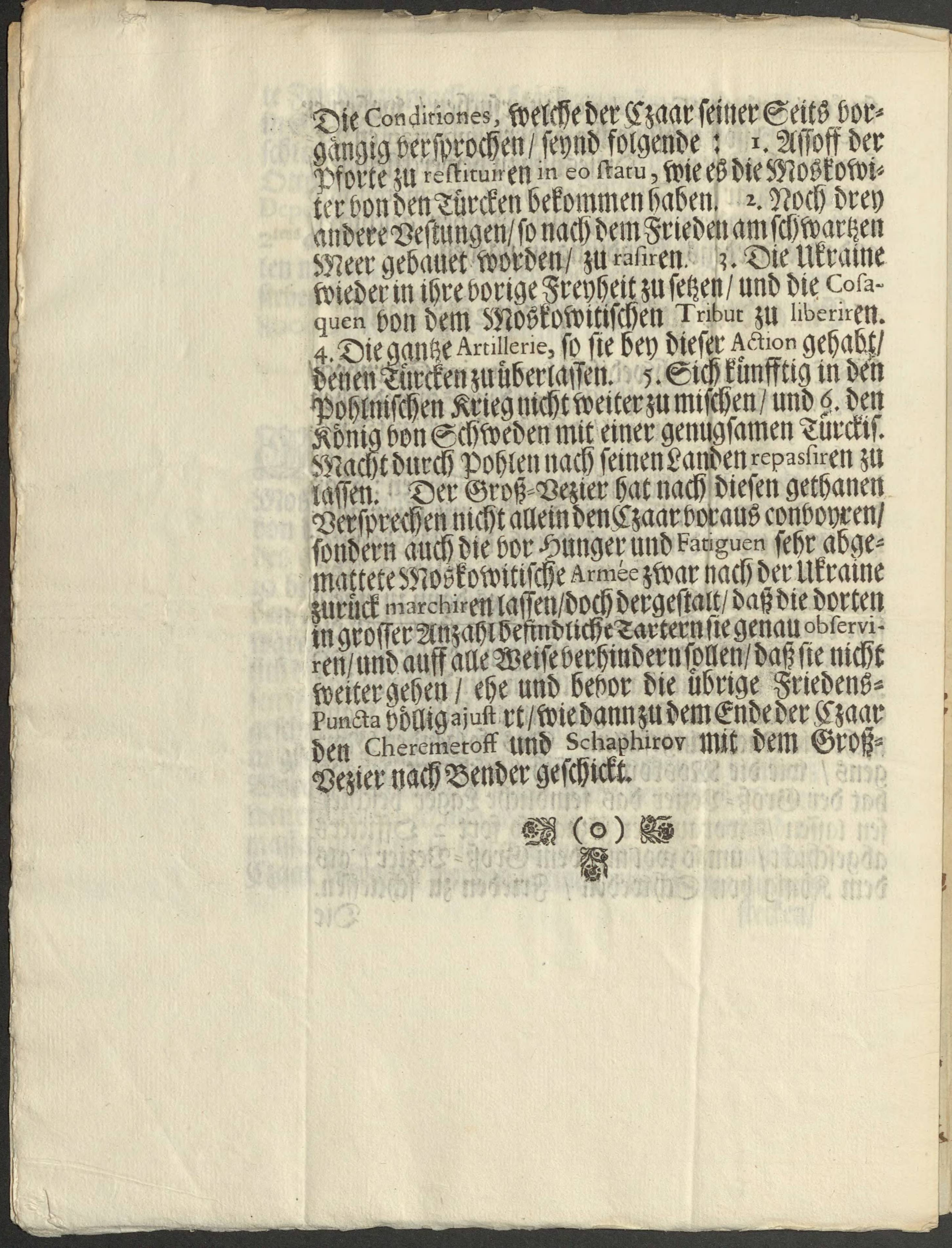
Четверта сторінка новин віденського уряду про капітуляцію царя

Почалися переговори з великим везіром. Московські війська, а також молдовський загін Кантеміра, отримали вільний вихід з Молдови, але Московське царство повертало Османській імперії Азов і ліквідовувало фортеці на Азовському морі.
Мирні переговори завершилися укладенням 12 липня Прутського мирного договору 1711. Воєнний стан між Московським царством і Османською імперією продовжувався до підписання Андріанопольської мирної угоди 1713, оскільки пункт документа, де йшлося про долю України, був надто розмитим, а  цар Петро І не хотів зрікатися прав на Правобережжя. 
Проте, після року переговорів 13 липня була укладена Андріанопольська мирна угода 1713 на умовах договору 1711. Відповідно до цієї угоди Московська держава підтверджувала угоди 1711 та 1712 років, в тому числі визнавала юрисдикцію Османської імперії над Військом Запорозьким.